# 2018 у праві
Ця стаття присвячена головним подіям у галузях правотворчості, правосуддя, правозастосування та юриспруденції в 2018 році.

## Події у світі

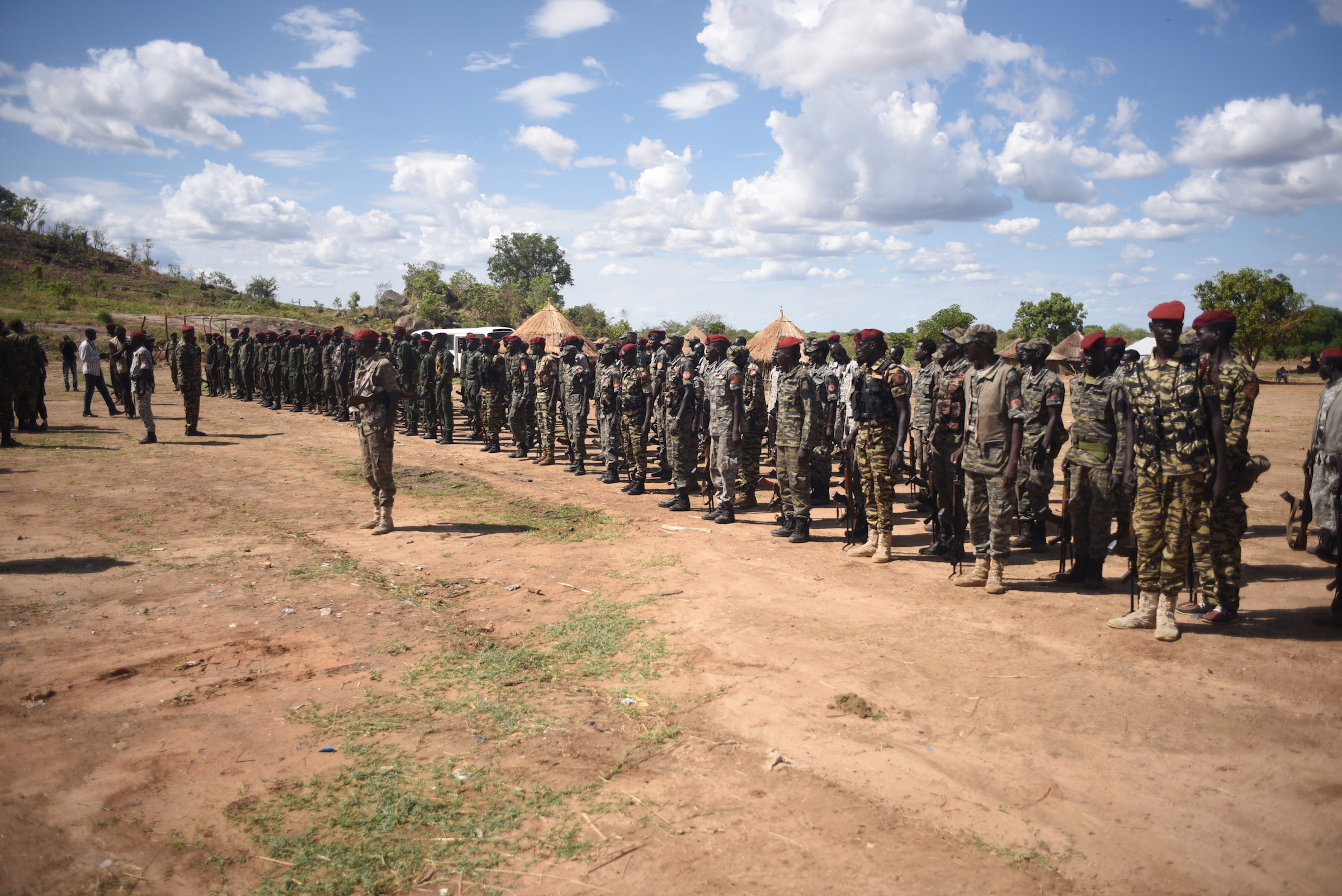
Солдати ЗС Південного Судану, 14 квітня 2016

- 2 січня — Конституційний суд Молдови тимчасово припинив повноваження президента Молдови Ігоря Додона[1].
- 4 лютого — Референдуми і громадські консультації в Еквадорі[en]. Всього виборці повинні були відповісти на сім запитань, з яких 5 стосувалися зміни Конституції і 2 консультативних голосування щодо законів. Всі запропоновані конституційні поправки і зміни законів були схвалені.
- 2 березня — США продовжили ще на один рік санкції проти Венесуели[2] та Росії[3].
- 6 квітня — Екс-президента Південної Кореї Пак Кин Хє визнали винною в корупції та зловживанні владою і засудили до 24 років в'язниці[4].
- 13 квітня — Таганський суд Москви ухвалив рішення про блокування месенджера «Telegram» на всій території Росії[5].
- 15 квітня — Референдум у Гватемалі щодо територіальної суперечки з Белізом[en]. Виборців запитували, чи повинен уряд Гватемали залучити Міжнародний суд ООН для остаточного вирішення територіальної суперечки з Белізом. Пропозиція була схвалена 95,9%-ми голосів виборців при явці 26,7 %.
- 20 квітня — Король Свазіленду Мсваті III перейменував країну в Королівство Есватіні[6].
- 17 травня — Конституційний референдум у Бурунді[en]. Запропоновані на референдумі та схвалені 79%-ми голосів поправки до Конституції Бурунді включали повернення поста прем'єр-міністра, зменшення кількості віце-президентів з двох до одного, продовження президентської каденції з 5 до 7 років, введення обмеження два поспіль терміни на посаді президента, зниження кількості голосів членів парламенту, необхідних для прийняття законів.
- 18 липня — Європейська комісія оштрафувала Google на 4,3 млрд євро за порушення антимонопольного законодавства[7].
- 19 липня — В Ізраїлі прийнятий основний закон про національну державу єврейського народу[en].
- 30 липня — Конституційний референдум на Коморських островах[en]. У запропонованих поправках до Конституції знімалося обмеження кількості термінів перебування президента на посаді і запровадження ротації президентів від трьох основних островів. Поправки були схвалені більшістю виборців в 92 % голосів при явці 63 %.

- 5 серпня — Представники двох народностей Південного Судану — нуер та динка — підписали мирову угоду. Вона має закінчити громадянську війну, що триває в країні п'ять років[8].
- 21 серпня — Чехія визнала окупацією придушення «Празької весни» силами Організації Варшавського договору у 1968 році[9].
- 18 вересня — набрала чинності Тридцять шоста поправка до Конституції Ірландії[en], яка дозволяє парламенту приймати закони щодо абортів. Конституція раніше забороняла аборт, якщо не було серйозного ризику для життя матері.
- 30 вересня — Референдум у Республіці Македонія з питання схвалення договору з Грецією, що передбачає зміну назви країни. Громадянам колишньої югославської республіки пропонувалося відповісти на питання «Чи підтримуєте Ви членство в ЄС і НАТО, приймаючи угоду між Республікою Македонією та Грецькою Республікою?» Референдум був покликаний вирішити двадцятисемирічну суперечку, через яку Грецією були заблоковані переговори про вступ колишньої югославської Республіки Македонії в Європейський Союз і НАТО. Участь у референдумі взяли 36,91 % зареєстрованих виборців, з яких «За» висловилися 94,18 %. Результати не визнані дійсними, проте референдум носив лише консультативний характер.
- 6—7 жовтня — в Румунії відбувся референдум щодо конституційного визначення сім'ї. Виборців запитали, чи вони схвалюють зміну визначення сім'ї, як це передбачено статтею 48 Конституції, щоб заборонити одностатеві шлюби. Референдум провалився, оскільки явка становила лише 21,1 % нижче необхідного порогу в 30 %.
- 11 жовтня — Вселенський Патріархат скасував дію синодального листа 1686 року, який підпорядкував Київську митрополію Московському патріархату[10].
- 31 жовтня — Верховний Суд Пакистану виправдав і відпустив на свободу раніше засуджену до смертної кари за богохульство Асію Бібі[11].
- 4 листопада — у заморському володінні Франції, Новій Каледонії, на референдумі більшість (56,4 %) не підтримала незалежність[12].

## Міжнародні документи
- 24 лютого — Резолюція Ради Безпеки ООН 2401. Закликала до загальнонаціонального припинення вогню в Сирії на 30 днів. Припинення вогню не поширюється на військові дії проти Ісламської держави, Аль-Каїди і Джабгат Фатах аш-Шам та їхніх соратників, а також інших терористичних груп, визначених Радою Безпеки. Прийнята одноголосно[13].
- 8 березня — підписана Всеосяжна та прогресивна угода про транстихоокеанське партнерство (CPTPP)[en], також відома як TPP11. Підписанти — Австралія, Бруней, Канада, Чилі, Японія, Малайзія, Мексика, Нова Зеландія, Перу, Сінгапур і В'єтнам. CPTPP є третьою найбільшою зоною вільної торгівлі у світі, що діє з 30 грудня 2018.

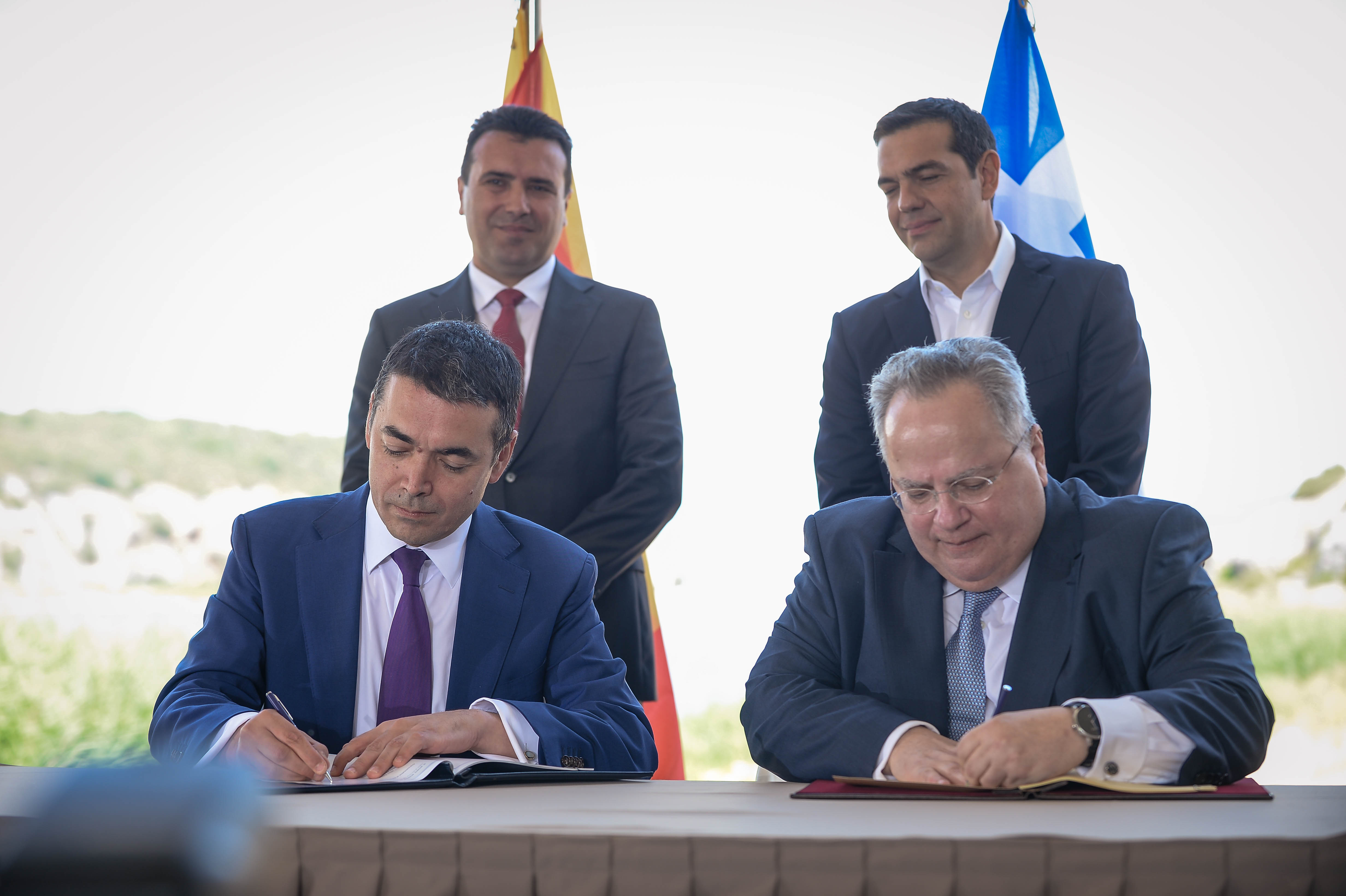
Підписання Преспанської угоди

- 17 червня — Греція і Македонія підписали угоду про зміну назви колишньої югославської республіки на Республіку Північна Македонія (Преспанська угода)[14].
- 1 липня:
  - вступила в дію Пекінська конвенція[en] (офіційно: Конвенція про боротьбу з незаконними актами, що стосуються міжнародної цивільної авіації), за якою держави-учасниці погоджуються криміналізувати деякі терористичні дії проти цивільної авіації. Підписана 10 вересня 2010.
  - вступила в дію Конвенція MLI BEPS[en] — міжнародна угода в боротьбі з ухиленням від податків транснаціональних корпорацій у рамках проекту BEPS (Розмивання оподатковуваної бази й виведення прибутку з-під оподаткування). Підписана 24 червня 2017.
- 12 серпня — Після 22 років перемовин між 5 державами підписано Конвенцію про правовий статус Каспійського моря[15].
- 30 вересня — підписана Угода між Сполученими Штатами Америки, Мексиканськими Сполученими Штатами і Канадою[en]. Її називають «новою NAFTA», яку вона має замінити. Не вступила в дію.

## Право України

### Події

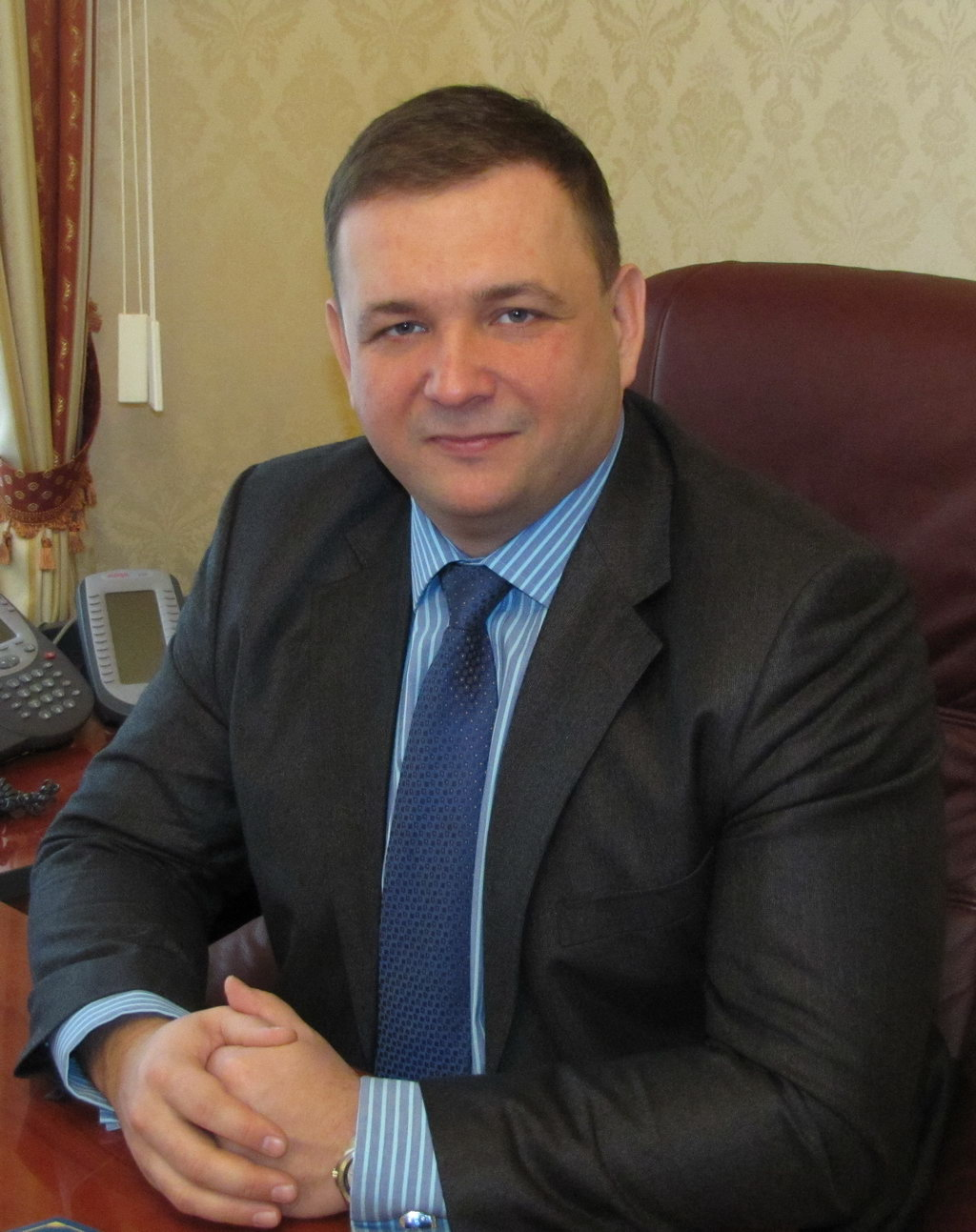
Станіслав Шевчук

- 30 січня — Набрав чинності Закон про медреформу («Про державні фінансові гарантії медичного обслуговування населення»)[16].
- 31 січня — Вища рада правосуддя припинила роботу 84 судів в окупованих Криму та Донбасі[17].
- 1 лютого — Директором Координаційного центру з надання правової допомоги призначено Олексія Бонюка[18].
- 7 лютого — Опубліковані стандарти якості надання вторинної безоплатної правової допомоги[19].
- 14 лютого — Стартувала процедура кваліфікаційного оцінювання всіх 5700 суддів місцевих та апеляційних судів[20].

- 21 лютого — Головою Конституційного Суду України обрали Станіслава Шевчука[21].
- 28 лютого — Стокгольмський арбітраж задовольнив вимоги Нафтогазу в сумі 4,63 млрд доларів. За результатами двох проваджень «Газпром» повинен сплатити $2,56 млрд[22]
- 6 березня — XV черговий з'їзд суддів України (проходив 5—7 березня) обрав новий склад Ради суддів України, двох членів ВРП та одного члена ВККСУ[23][24][25].
- 15 березня — Новою Уповноваженою Верховної Ради з прав людини стала Людмила Денісова[26].
- 23 березня — Третейський суд у Гаазі постановив, що Російська Федерація має відшкодувати низці українських компаній збитки за анексію Криму (приблизно 159 мільйонів доларів)[27].
- 4 квітня:
  - Україна опинилася на третьому місці серед країн з найбільшою кількістю нових справ, зареєстрованих у 2017 році в Європейському суді з прав людини[28].
  - Президент України Петро Порошенко підписав Указ про встановлення нового професійного свята — Дня поліції України (4 липня)[29].
- 22 травня — ЄСПЛ ухвалив рішення у справі «Зеленчук і Цицюра проти України», згідно з яким мораторій на продаж земель сільськогосподарського призначення в Україні визнаний порушенням прав людини[30][31].
- 7 вересня — Президент Петро Порошенко призначив 134 суддів у місцеві загальні суди[32].
- 14 вересня:
  - Завершився прийом документів на новий конкурс до Верховного Суду і конкурс до Вищого антикорупційного суду України[33].
  - Апеляційний суд Англії та Уельсу відправив на новий розгляд рішення Високого суду Англії та Уельсу за позовом про стягнення з України на користь Росії заборгованості за євробондами на 3 млрд доларів[34].
- 27 вересня — набрав чинності Закон про реформу сфери паркування транспортних засобів[35].
- 26 листопада:
  - Указом Президента з застереженнями Верховної Ради запроваджено воєнний стан у Вінницькій, Луганській, Миколаївській, Одеській, Сумській, Харківській, Чернігівській, а також Донецькій, Запорізькій, Херсонській областях та внутрішніх водах України Азово-Керченської акваторії[36][37].
  - Міжнародний трибунал у Парижі постановив стягнути з РФ на користь «Ощадбанку» 1,3 млрд доларів як компенсацію збитків, завданих внаслідок анексії Криму[38].
- 18 грудня — уведена адміністративна відповідальність за булінг (цькування) учасників освітнього процесу (діє з 19.01.2019)[39].
- 19—20 грудня — XVI позачерговий з'їзд суддів України.
- 26 грудня — закінчився воєнний стан, уведений місяць тому[40].

### Міжнародні договори України
- 23 травня — Україна приєдналася до Метричної конвенції, вчиненої 20 травня 1875 року в м. Парижі[41].
- 12 липня — Верховна Рада ратифікувала Угоду між Україною та Королівством Нідерландів про міжнародне правове співробітництво щодо злочинів, пов'язаних зі збиттям літака рейсу МН17 Малайзійських авіаліній 17 липня 2014 року, укладену 7 липня 2017 року у м. Таллінні[42].
- 6 грудня — Верховна Рада ухвалила припинити з 1 квітня 2019 року дію Договору про дружбу, співробітництво і партнерство між Україною і Російською Федерацією, учиненого 31 травня 1997 року в м. Києві[43].

### Найпомітнішізакони
- 18 січня:
  - Про особливості державної політики із забезпечення державного суверенітету України на тимчасово окупованих територіях у Донецькій та Луганській областях[44].
  - Про приватизацію державного і комунального майна[45].
- 6 лютого — Про товариства з обмеженою та додатковою відповідальністю[46].
- 15 березня — Про Дисциплінарний статут Національної поліції України[47].
- 20 березня — Про стратегічну екологічну оцінку[48].
- 15 травня — Про ефективне управління майновими правами правовласників у сфері авторського права і (або) суміжних прав[49].
- 17 травня — Про застосування трансплантації анатомічних матеріалів людині[50].
- 7 червня:
  - Про Вищий антикорупційний суд[51].
  - Про дипломатичну службу[52].
- 21 червня:
  - Про валюту і валютні операції[53].
  - Про національну безпеку України[54].
- 10 липня — Про основні принципи та вимоги до органічного виробництва, обігу та маркування органічної продукції[55].
- 12 липня — Про правовий статус осіб, зниклих безвісти[56].
- 18 вересня — Про забезпечення прозорості у видобувних галузях[57].
- 4 жовтня — Про внесення змін до деяких законів України щодо вітання «Слава Україні! — Героям слава!»[58].
- 8 листопада — Про внесення змін до Митного кодексу України та деяких інших законодавчих актів України щодо ввезення транспортних засобів на митну територію України [Закон, що вирішує проблему євроблях][59].
- 6 грудня:
  - Про прилеглу зону України[60].
  - Про інформацію для споживачів щодо харчових продуктів[61].
  - Про протимінну діяльність в Україні[62].

### ОсновнірішенняКонституційного Суду
- 27 лютого — Справа про оподаткування пенсій і щомісячного довічного грошового утримання[63].
- 28 лютого — Неконституційність Закону України «Про засади державної мовної політики»[64].
- 25 квітня — Справа про неконституційність слідчих органів Державної кримінально-виконавчої служби[65].
- 27 квітня — Неконституційність Закону України «Про всеукраїнський референдум»[66].
- 17 липня — Справа про додаткові пенсії та пільги чорнобильцям[67].
- 11 жовтня:
  - Справа про право Міністерства фінансів України отримувати персональні дані[68].
  - Справа про звернення недієздатних осіб[69].
- 23 листопада — Справа про можливість оскарження адміністративного стягнення у вигляді адміністративного арешту[70].
- 4 грудня — Неконституційність обмеження зарплат суддів, які не здійснюють правосуддя або не пройшли кваліфоцінювання[71].
- 18 грудня — Справа про соціальний захист ветеранів війни та членів їхніх сімей[72].
- 20 грудня — Неконституційність госпіталізації до психіатричної лікарні недієздатних громадян лише за рішенням органів опіки, а не суду[73].

## Померли

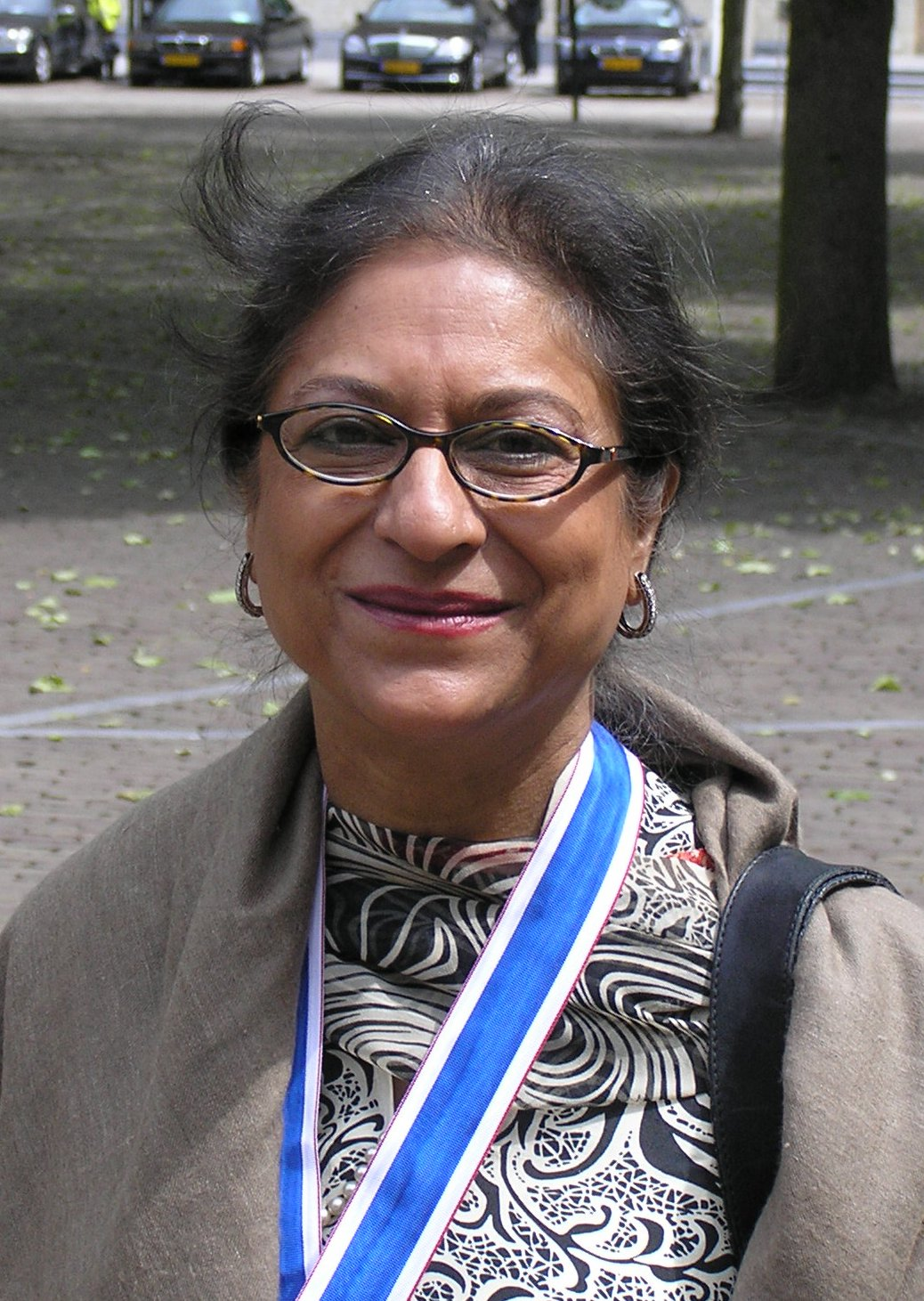
Асма Джахангір (2010)

- 11 лютого — Асма Джахангір, пакистанська правозахисниця і громадська діячка, співзасновниця і голова Пакистанської комісії з прав людини, спеціальна доповідачка ООН з питань свободи віросповідань.
- 28 лютого — Антоніо Гарсія-Тревіано[en], іспанський політичний діяч, професор комерційного права в університеті Гранади, нотаріус, адвокат.
- 4 березня — Гончаренко Владлен Гнатович, 87, юрист, педагог, професор, академік Національної академії правових наук України.
- 15 березня — Мамутов Валентин Карлович, 90, учений-юрист, дійсний член НАН України.
- 8 травня — Джордж Докмеджян, американський юрист та політик-республіканець, генеральний прокурор Каліфорнії (1979—1983), губернатор Каліфорнії (1983—1991).
- 17 травня — Ніколь Фонтен, французька адвокат, доктор публічного права, політик. Була головою Європейського парламенту (1999—2001).
- 29 травня — Петер Благо, словацький правознавець, один з провідних світових фахівців з історії римського права. Професор римського права Трнавського університету, доктор юридичних наук, доктор філософії. Ректор університету (2000—2007).
- 25 червня — Хесус Карденал[en], генеральний прокурор Іспанії з 1997 по 2004 роки.
- 17 вересня — Панасюк Раїса Василівна, 44—45, урядовий уповноважений з прав осіб з інвалідністю.
- 8 жовтня — Джозеф Девіс Тідінгс[en], американський політик і юрист.
- 26 грудня — Джон Калвер, 86, американський політик-демократ, письменник і юрист.